# Bernard Hogan-Howe
Bernard Howe, plus tard Hogan-Howe, baron Hogan-Howe (né le 25 octobre 1957 à Sheffield) est un haut fonctionnaire de la police britannique exerçant les fonctions de commissaire en chef (Commissioner) de la Police de Londres (Metropolitan Police Service, MPS ou « Met »)« Scotland Yard », de 2011 à 2017.

## Biographie
Il est un ancien élève du Merton College de l'université d'Oxford, du Fitzwilliam College de l'université de Cambridge et de l'université de Sheffield..